# Pokémon (ruilkaartspel)
Pokémon Trading Card Game is een in 1999 gelanceerd ruilkaartspel. Vanaf 2011 kwam er een digitale versie genaamd Pokémon TCG Online, waarvan op 5 Juni 2023 de servers werden beëindigd om plaats te maken voor Pokémon TCG Live.

## Spelverloop
Het draait om het gevecht met Pokémon om als eerste alle zes de 'prijzen' op te pikken. Die zogenaamde prijzen zijn zes kaarten die blind neergelegd worden aan het begin van het spel. De speler die als eerste alle zes prijzen heeft opgepikt wint. Een andere manier om te winnen is door als laatste speler over te blijven met kaarten in je deck. Als een speler geen kaart kan trekken aan het begin van zijn/haar beurt (de 'Draw Fase') dan verliest die speler het spel. De laatste manier om te winnen is als de tegenstander geen kaarten meer op zijn "bench" heeft en ook niet als "active Pokemon" heeft staan.
Er zijn drie soorten kaarten: Pokémon, Energy en Trainer, met varianten.
1. Pokémon – hier draait het spel om: zij bevechten elkaar en laten je prijzen nemen. Varianten: geëvolueerd en basis
2. Trainers – kaarten die je Pokémon helpen te winnen of de juiste kaarten te trekken. Varianten: Stadium, Supporter, Item en Tool.
3. Energy – kaarten die je nodig hebt om je Pokémon te laten aanvallen of terugtrekken. Varianten: basis en speciaal

In formele Pokémonduels mag je slechts vier van dezelfde soort kaarten in je deck hebben, behalve basis Energy. Sommige kaarten zijn sterker dan andere en zeldzame kaarten zijn vaak heel sterk.

## Zeldzaamheid
Alle kaarten hebben een markering die de zeldzaamheid aangeeft:
- rondje: helemaal niet zeldzaam (common)
- ruitje: redelijk zeldzaam (uncommon)
- sterretje: zeldzaam, zeer zeldzaam of extreem zeldzaam (rare, super rare of ultra rare).

Als een kaart een hoger kaartnummer heeft dan het aantal kaarten in die uitbreiding (bv. 116/115) spreek je over een Secret Rare. Energy en Trainers hebben als hoogste zeldzaamheid 'zeldzaam', maar Pokémon kunnen ook zeer zeldzaam of extreem zeldzaam zijn. Deze kaarten zijn dan vaak erg sterk, met hoge HP en sterke aanvallen, en/of met een mooier/groter plaatje dan gewoonlijk. Vanaf de serie Black and White wordt in Japan de zeldzaamheid aangegeven met letters (C, U, R, SR, UR). Dit bevestigde speculaties dat Super Rare en Ultra Rare wel degelijk bestaan.

## Elementen en types
Net als in de videospellen zijn de Pokémon onderverdeeld in elementen en types. Iedere soort heeft haar eigen sterkten en zwakten tegenover andere soorten ("Weakness" en "Resistance"). In het kaartspel zijn er minder types dan in de videogames, zo zijn bijvoorbeeld IJs en Water één type: Water). In totaal zijn er 11 elementen, maar van Fairy worden er geen kaarten meer gemaakt.
- Colorless (Normaal, Vlieg, Draak)
- Water (Water, IJs)
- Fighting (Vecht, Grond, Steen)
- Fire (Vuur)
- Lightning (Electrisch)
- Grass (Gras, Insect, Gif)
- Psychic (Psychich, Geest, Gif)
- Metal (Staal)
- Darkness (Duister, Gif)
- Dragon (Draak)
- Fairy (Fee).[2]

## Uitbreidingen
Er zijn verschillende expansions of uitbreidingen bij de verzamelkaarten. Uitbreidingen brengen een honderdtal nieuwe kaarten in het spel. Hieronder een aantal uitbreidingen in chronologische volgorde van oudste naar recentste:
- Base Set
- Jungle
- Fossil
- Base Set 2
- Team Rocket
- Gym Heroes
- Gym Challenge
- Neo Genesis
- Neo Discovery
- Neo Revelation
- Neo Destiny
- Legendary Collection
- Expedition Base Set
- Aquapolis
- Skyridge
- EX
- EX Ruby & Sapphire
- EX Sandstorm
- EX Dragon
- EX Team Magma vs Team Aqua
- EX Hidden Legends
- EX FireRed & LeafGreen
- EX Team Rocket Returns
- EX Deoxys
- EX Emerald
- EX Unseen Forces
- EX Delta Species
- EX Legend Maker
- EX Holon Phantoms
- EX Crystal Guardians
- EX Dragon Frontiers
- EX Power Keepers
- Diamond & Pearl
- Diamond & Pearl
- DP- Mysterious Treasures
- DP- Secret Wonders
- DP- Great Encounters
- DP- Majestic Dawn
- DP- Legends Awakened
- DP- Stormfront
- Platinum
- Platinum
- Platinum- Rising Rivals
- Platinum- Supreme Victors
- Platinum- Arceus
- HeartGold & SoulSilver
- HearthGold & SoulSilver
- HS- Unleashed
- HS- Undaunted
- HS- Triumphant
- Call of Legends
- Black & White
- Black & White
- BW- Emerging Powers
- BW- Noble Victories
- BW- Next Destinies
- BW- Dark Explorers
- BW- Dragon Exalted
- Dragon Vault
- BW- Boundaries Crossed
- BW- Plasma Storm
- BW- Plasma Freeze
- BW- Plasma Blast
- BW- Legendary Treasures
- Kalos Starter Set
- XY
- XY
- XY- Flashfire
- XY- Furious Fists
- XY- Phantom Forces
- XY- Primal Clash
- Double Crisis
- XY- Roaring Skies
- XY- Ancient Origins
- XY- Breakthrough
- XY- Breakpoint
- Generations
- XY- Steam Siege
- XY- Evolutions
- Sun & Moon
- Sun & Moon
- SM- Guardians Rising
- SM- Burning Shadows
- Shining Legends
- SM- Crimson Invasion
- SM- Ultra Prism
- SM- Forbidden Light
- SM- Lost Thunder
- SM- Team Up
- SM- Unbroken Bonds
- SM- Unified Minds
- SM- Cosmic Eclipse
- Hidden Fates
- Sword & Shield
- Sword & Shield
- Rebel Clash
- Darkness Ablaze
- Champion's Path
- Vivid Voltage
- 25e verjaardag
- Shining Fates
- Battle Styles
- Chilling Reign
- Evolving Skies
- Celebrations
- Fusion Strike
- Brilliant Stars
- Astral Radiance
- Pokémon Go
- Lost Origin
- Silver Tempest
- Crown Zenith
- Scarlet & Violet
- Scarlet & Violet
- Paldea Evolved
- Obsidian Flames
- 151
- Paradox Rift
- Twilight Masquerade
- Temporal Forces
- Stellar Crown
- Surging Sparks
- Prismatic Evolutions
- Journey Together

## Handel
Pokémonkaarten worden buiten het spel verhandeld. De duurst bekende kaart is de Pokemon Blastoise #009/165R Commissioned Presentation Galaxy Star Hologram. Deze is in 1998 voor 360.000 dollar geveild.